# Thiruvankulam
Thiruvankulam é uma vila no distrito de Ernakulam, no estado indiano de Kerala.

## Demografia
Segundo o censo de 2001, Thiruvankulam tinha uma população de 21 713 habitantes. Os indivíduos do sexo masculino constituem 50% da população e os do sexo feminino 50%. Thiruvankulam tem uma taxa de literacia de 86%, superior à média nacional de 59,5%: a literacia no sexo masculino é de 88% e no sexo feminino é de 84%. Em Thiruvankulam, 10% da população está abaixo dos 6 anos de idade.